# Plittersdorf-Klasse
Die Plittersdorf-Klasse ist ein Arbeitsschifftyp, der für die Wasserstraßen- und Schifffahrtsverwaltung des Bundes und die Voies navigables de France im Einsatz ist. 

## Ausstattung

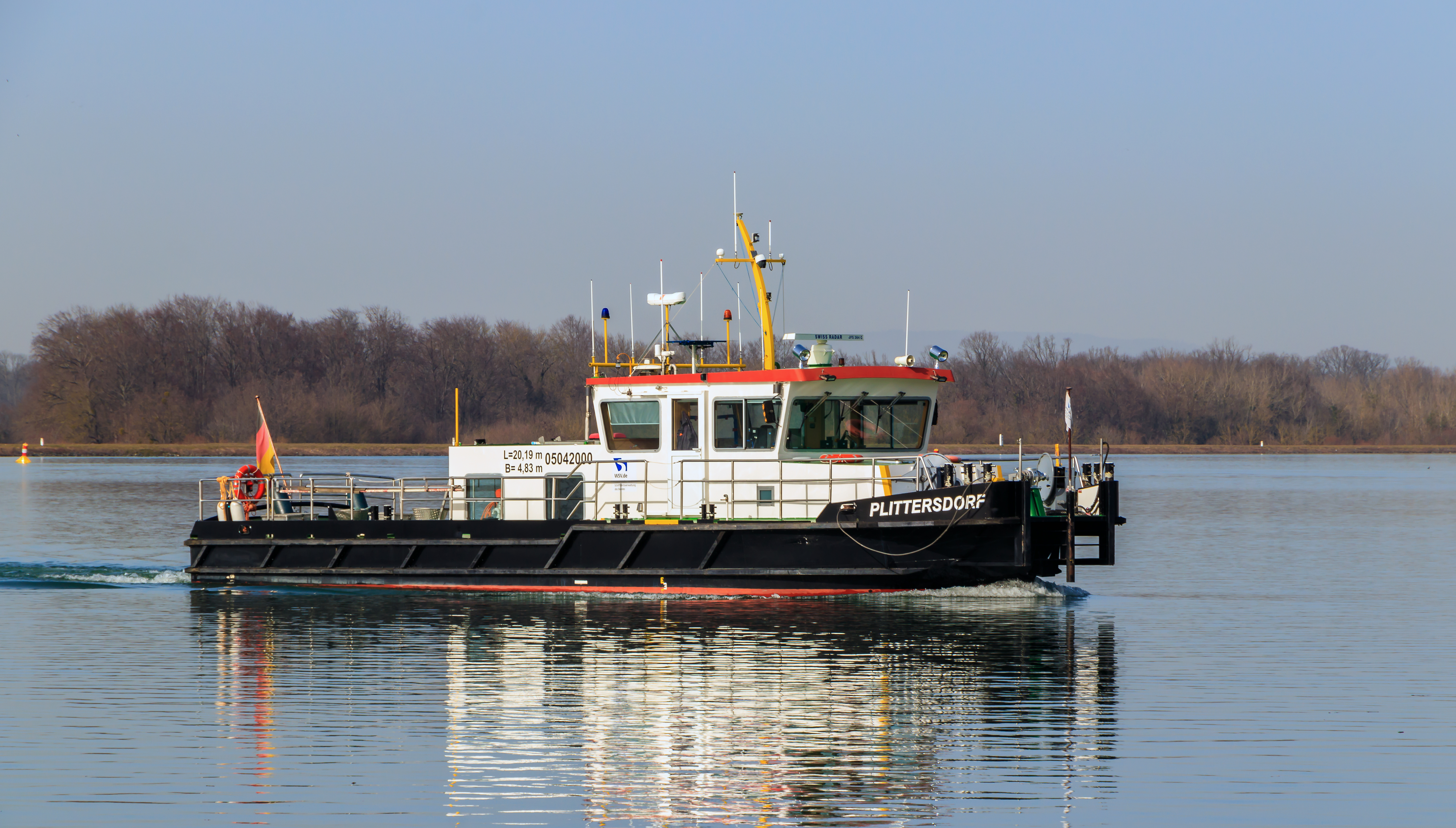
MS "Plittersdorf" (ENI 0504200)

Angetrieben werden die Schiffe von zwei Schiffsdieselmotoren, die auf zwei 5-flügelige Festpropeller wirken. Bei einer Antriebsleistung von etwa 486 kW wird eine Geschwindigkeit von 20 km/h erreicht.
Zur weiteren Ausstattung gehören ein Bugstrahlruder, ein Schleppgeschirr, eine Schubschulter für Prahme, ein Echolot und eine Inlands-ECDIS.

## Einheiten
Folgende Arbeitsschiffe dieser Klasse wurden von der Schiffswerft Hermann Barthel gebaut:
| Name         | ENI      | Indienststellung   | Dienststelle               | Außenbezirk (Heimathafen) | Referenzen |
| ------------ | -------- | ------------------ | -------------------------- | ------------------------- | ---------- |
| St. Goar     | 05041730 | 2009               | WSA Bingen                 | Sankt Goar                |            |
| Plittersdorf | 05042000 | 2010               | WSA Oberrhein              |                           | [ 1 ]      |
| Speyer       | 05042010 | 26. Mai 2011       | WSA Oberrhein              | Speyer                    | [ 2 ]      |
| Maxau        | 05042130 | 26. Mai 2011       | WSA Oberrhein              | Maxau                     | [ 2 ]      |
| Worms        | 05042140 | 26. Mai 2011       | WSA Oberrhein              | Oppenheim                 | [ 2 ]      |
| Brohl        | 05042150 | 3. November 2011   | WSA Bingen                 | Brohl-Lützing             | [ 3 ]      |
| Bingen       | 05042160 | 2012               | WSA Bingen                 | Koblenz                   |            |
| Freiburg     | 05042180 | 13. Juni 2012      | WSA Oberrhein              | Breisach am Rhein         | [ 4 ]      |
| Gambsheim    | 01831930 | 12. September 2013 | Voies navigables de France | Straßburg                 | [ 1 ]      |
| Kinsach      | 05042260 | 2013               | WSA Regensburg             | Straubing                 | [ 5 ]      |
| Schwarzach   | 05042250 | 2013               | WSA Regensburg             | Deggendorf                | [ 5 ]      |
| Inn          | 05042240 | 2014               | WSA Regensburg             | Passau                    |            |
| Naab         | 05042270 | 2014               | WSA Regensburg             | Regensburg                | [ 6 ]      |
| Quirinus     | 05042390 | 2014               | WSA Köln                   | Neuss                     |            |
| Gereon       | 05042400 | 12. Mai 2015       | WSA Köln                   | Köln                      | [ 7 ]      |
| Cassius      | 05042410 | 2015               | WSA Köln                   | Niederkassel              | [ 8 ]      |